# Leichtathletik-Weltmeisterschaften 2011/Teilnehmer (Indien)
| Goldmedaillen | Silbermedaillen | Bronzemedaillen |
| ------------- | --------------- | --------------- |
| —             | —               | —               |

Der indische Leichtathletik-Verband stellte bei den Leichtathletik-Weltmeisterschaften 2011 im südkoreanischen Daegu drei Teilnehmerinnen und fünf Teilnehmer.

## Ergebnisse

### Männer

#### Laufdisziplinen
| Athlet           | Disziplin   | Vorlauf | Vorlauf | Halbfinale | Halbfinale | Finale    | Finale |
| Athlet           | Disziplin   | Zeit    | Platz   | Zeit       | Platz      | Zeit      | Platz  |
| ---------------- | ----------- | ------- | ------- | ---------- | ---------- | --------- | ------ |
| Babubhai Panocha | 20 km Gehen |         |         |            |            | 1:26:53 h | 30     |
| Gurmeet Singh    | 20 km Gehen |         |         |            |            | 1:26:34 h | 29     |

#### Sprung/Wurf
| Athlet             | Disziplin   | Qualifikation | Qualifikation | Finale             | Finale             |
| Athlet             | Disziplin   | Weite         | Platz         | Weite              | Platz              |
| ------------------ | ----------- | ------------- | ------------- | ------------------ | ------------------ |
| Renjith Maheswary  | Dreisprung  | NMW           | NMW           | –––                | –––                |
| Om Prakash Karhana | Kugelstoßen | 19,29 m       | 22            | nicht qualifiziert | nicht qualifiziert |
| Vikas Gowda        | Diskuswurf  | 63,99 m       | 8             | 64,05 m            | 7                  |

### Frauen

#### Laufdisziplinen
| Athletin    | Disziplin | Vorlauf     | Vorlauf | Halbfinale     | Halbfinale | Finale             | Finale             |
| Athletin    | Disziplin | Zeit        | Platz   | Zeit           | Platz      | Zeit               | Platz              |
| ----------- | --------- | ----------- | ------- | -------------- | ---------- | ------------------ | ------------------ |
| Tintu Lukka | 800 m     | 2:01,89 min | 6       | 2:00,95 min SB | 6          | nicht qualifiziert | nicht qualifiziert |

#### Sprung/Wurf
| Athletin       | Disziplin  | Qualifikation | Qualifikation | Finale             | Finale             |
| Athletin       | Disziplin  | Weite         | Platz         | Weite              | Platz              |
| -------------- | ---------- | ------------- | ------------- | ------------------ | ------------------ |
| Mayookha Johny | Weitsprung | 6,53 m        | 10            | 6,37 m             | 9                  |
| Mayookha Johny | Dreisprung | 13,99 m       | 19            | nicht qualifiziert | nicht qualifiziert |
| Harwant Kaur   | Diskuswurf | 56,49 m       | 21            | nicht qualifiziert | nicht qualifiziert |